# Atletismo nos Jogos Pan-Americanos de 1971 - 200 m feminino
A prova dos 200 m feminino nos Jogos Pan-Americanos de 1971 foi realizada em Cali, Colômbia.

## Medalhistas
| Ouro                       | Prata                    | Bronze                          |
| Stephanie Berto CAN Canadá | Fulgencia Romay CUB Cuba | Esther Story USA Estados Unidos |

## Resultados
| Posição           | Nome            | Nacionalidade      | Tempo | Notas |
| ----------------- | --------------- | ------------------ | ----- | ----- |
| Medalha de ouro   | Stephanie Berto | CAN Canadá         | 23.57 |       |
| Medalha de prata  | Fulgencia Romay | CUB Cuba           | 23.70 |       |
| Medalha de bronze | Esther Story    | USA Estados Unidos | 23.82 |       |
| 4                 | Silvia Chivás   | CUB Cuba           | 23.95 |       |
| 5                 | Rosie Allwood   | JAM Jamaica        | 24.14 |       |
| 6                 | Juana Mosquera  | COL Colômbia       | 24.26 |       |
| 7                 | Elsy Rivas      | COL Colômbia       | 24.68 |       |
| 8                 | Patty Loverock  | CAN Canadá         | 24.91 |       |